# Дорожно-строительные машины

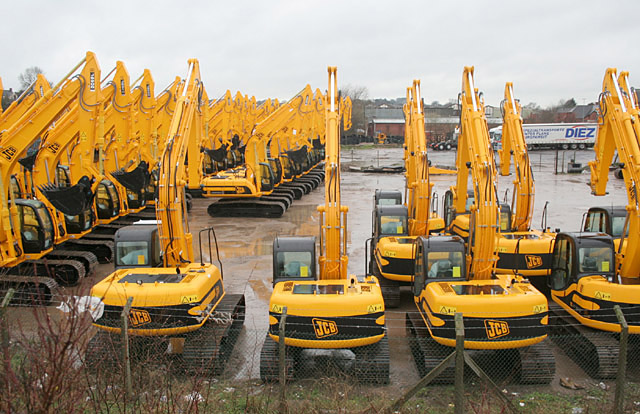
Парад экскаваторов

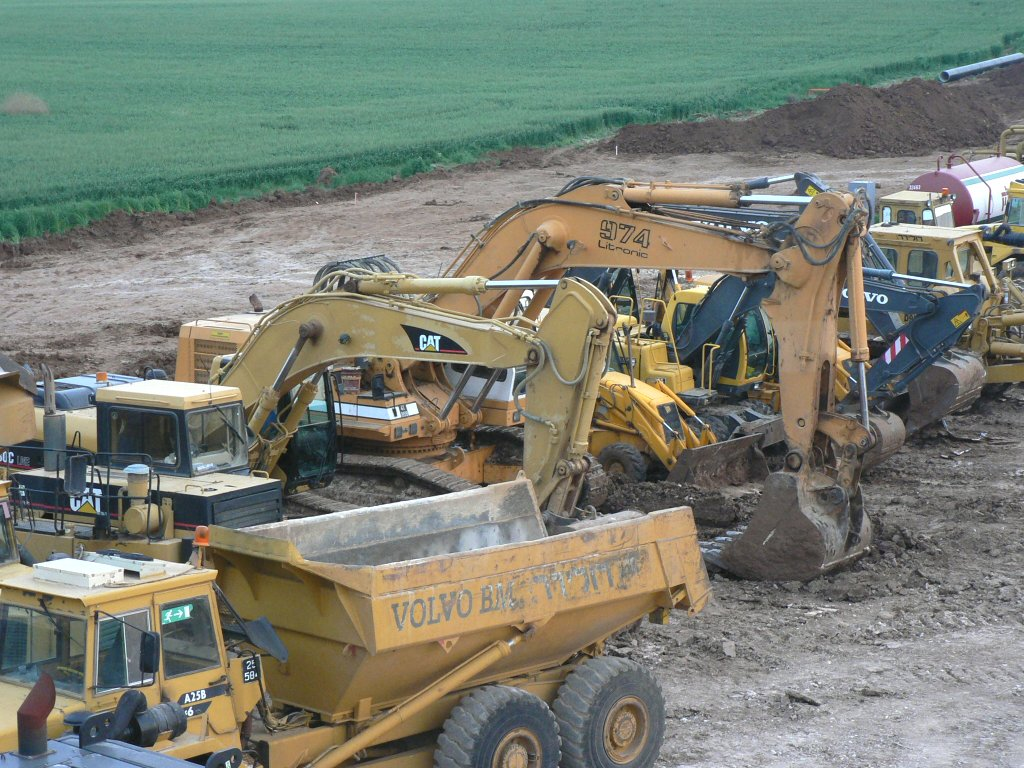
Дорожно-строительные машины различных типов на строительстве автодороги

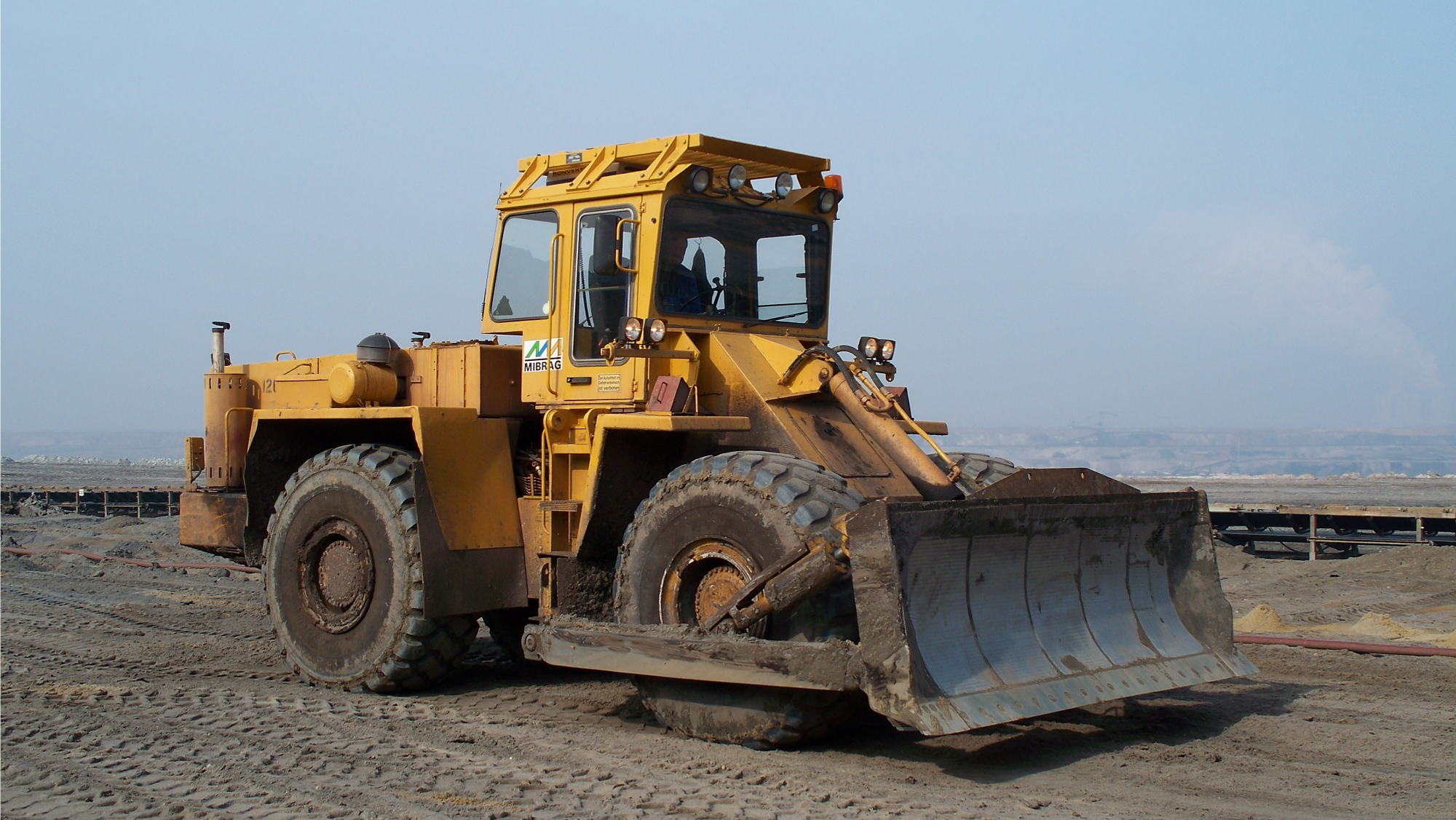
Колёсный бульдозер в угольном разрезе

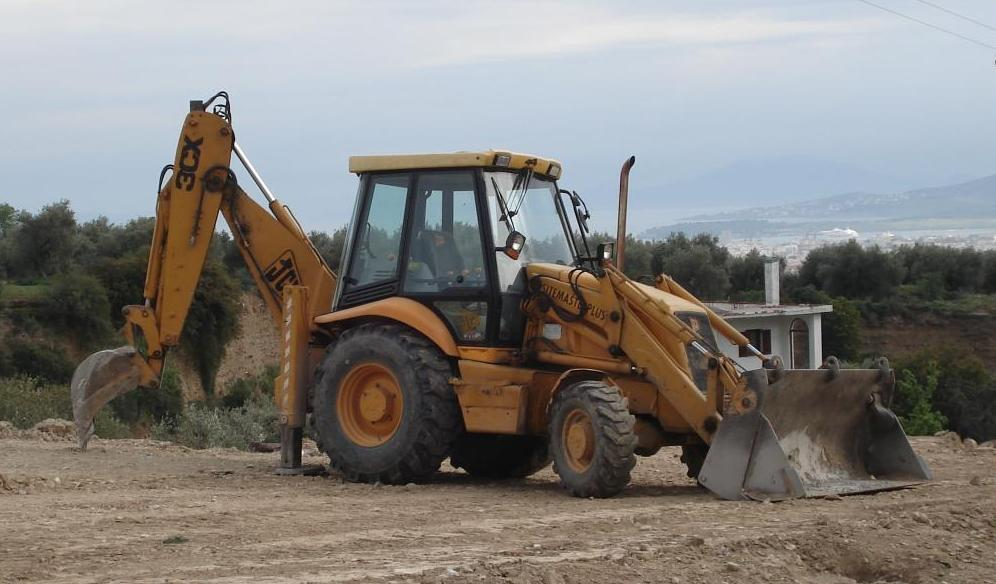
Экскаватор-погрузчик JCB 3CX

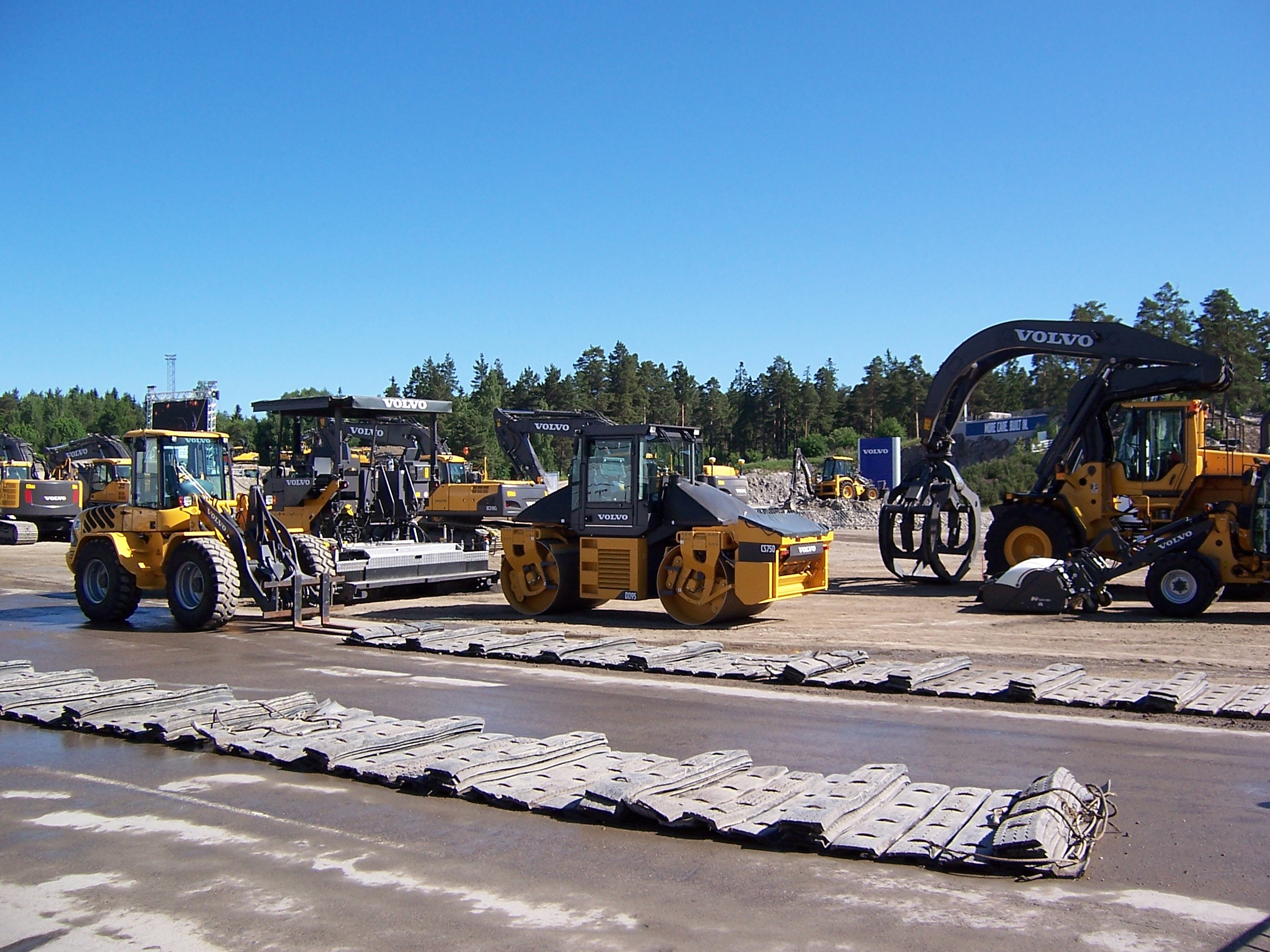
Строительно-дорожные машины производства компании Volvo Construction Equipment на Volvo Days 2008 в городе Эскильстуна, Швеция

Дорожно-строительные машины — группа машин (автомобильной техники), предназначенных для дорожного строительства, а также для ремонта и очистки дорог.

## Виды строительно-дорожных машин
В зависимости от выполняемых функций строительно-дорожные машины разделяют на группы:

### Машины для подготовительных работ
Сюда относят машины для предварительной подготовки площадки к проведению строительных работ:
- кусторезы — предназначены для расчистки строительных площадок от кустарника и мелколесья;
- корчеватели — машины, предназначенные для корчевания пней, очистки площадок от камней-валунов, уборки стволов и кустарника, срезанных кусторезами;
- рыхлители — предназначены для предварительного рыхления слежавшихся и мёрзлых грунтов; рыхлитель часто выполняют на базе той же машины, что и бульдозер, и такую машину называют бульдозер-рыхлитель;

### Землеройные машины
- бульдозеры предназначены для резания и перемещения грунта, а также для планировки поверхности строительной площадки;
- экскаваторы — машины, предназначенные для копания и перемещения грунта на малые расстояния (до 10-15 м);
- грейдеры и автогрейдеры — машины, применяемые в дорожном строительстве для планировки дорожного основания и возведения земляного полотна;
- скреперы предназначены для послойного срезания и перемещения грунта на расстояние до 5 км.

### Машины для укладки и обслуживания дорожных покрытий

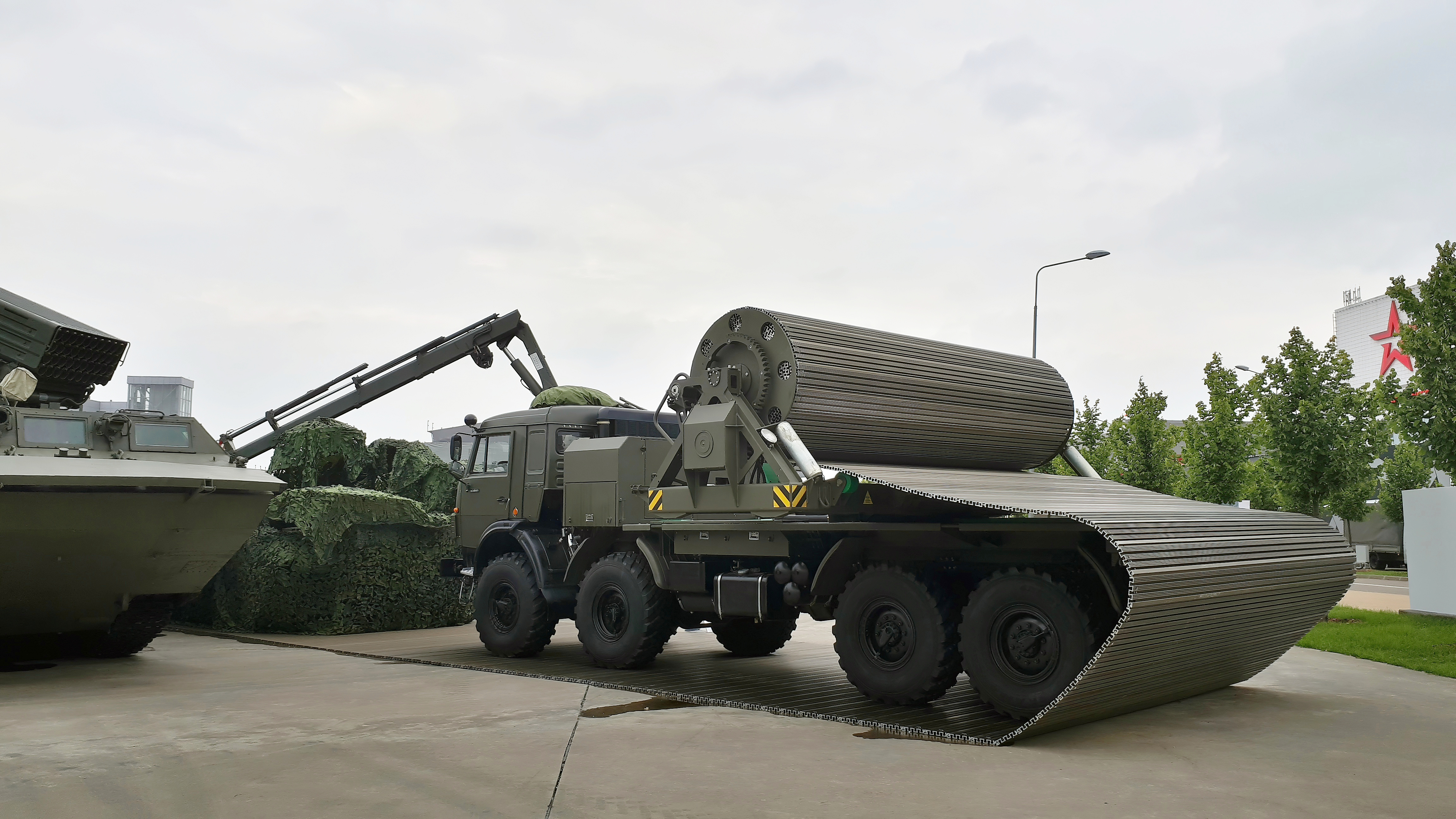
Комплекс развёртывания временных дорог на выставке «Армия-2021».

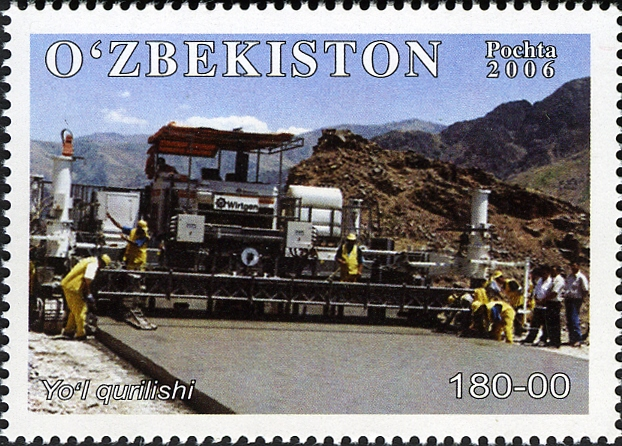

- дорожные фрезы — машины для удаления верхнего слоя дорожных покрытий;
- асфальтоукладчики — машины для укладки слоёв асфальтобетонного покрытия;
- катки — машины для утрамбовки и уплотнения грунта, асфальта и т. д.

### Машины для производства и транспортирования бетонных смесей
- бетоносмесители — машины для приготовления бетонных смесей;
- автобетоносмесители — грузовые автомобили, оборудованные вращающейся ёмкостью для перевозки бетона;
- автоцементовозы — машины для перевозки цемента на небольшие и средние расстояния (до 300 км);
- бетононасосы — машины, предназначенные для приёма свежеприготовленной бетонной смеси от специализированных бетонотранспортных средств и подачи её в горизонтальном и вертикальном направлениях к месту укладки.

### Дробильно-сортировочное оборудование
- дробильные машины (дробилки), предназначенные для дробления горных пород с целью получения нерудных строительных материалов, применяемых для приготовления бетона, асфальтобетона, а также балластных слоёв;
- сортировочные машины (грохоты), предназначенные для сортировки раздробленных горных пород (гравия, щебня и др.) на классы по крупности.

### Машины для строительства искусственных сооружений
Оборудование для свайных работ:
- паровые молоты;
- дизель-молоты;
- вибромолоты предназначены для погружения в грунт металлических свай, труб и шпунта с помощью как вибрации, так и с помощью ударных нагрузок. Вибромолоты применяют также для погружения железобетонных свай в водонасыщенные грунты.;
- вибропогружатели — машины, предназначенные для погружения труб, свай и шпунта в песчаные водонасыщенные грунты;
- буровые машины.

### Машины и оборудование для разработки карьеров иобогащенияматериалов
- Погрузчики для карьеров
- Машины непрерывного транспорта для карьеров
- Машины для промывки каменных материалов
- Машины для сортировки (грохочения) каменных материалов
- Машины для дробления каменных материалов

### Машины для очистки дорог и снегоуборочная техника
Оснащены отвалом и щёткой.
Виды:
- Снегоуборочные машины
- Тротуароуборочные машины (напр., ТУМ-08)

### Грузоподъёмные машины
- подъёмные краны;
- подъёмные установки;

### Машины непрерывного транспорта
- конвейеры;
- гидравлические транспортирующие установки;
- пневматические транспортирующие установки.